# Грузинов, Иосиф Романович
Иосиф Романович Грузинов (1812/1813, Тамбов — 1860, Москва) — русский прозаик и поэт.

## Биография
Родился в Тамбове 25 декабря 1812 (6 января 1813) года. После смерти отца, происходившего из старинного грузинского рода Намчевадзе, воспитывался в семье дяди по матери Фёдора Андреевича Давыдова (1760—1837) в имении Кулеватово Моршанского уезда. С 1827 года учился в благородном пансионе при Московском университете одновременно с Лермонтовым.
Пансион не окончил. В 1829—1832 годах служил канцеляристом в Московском горном правлении, в 1832 году вышел в отставку коллежским регистратором, поселился в Тамбовской губернии. Служил в Тамбовском земском суде, продолжая заниматься литературным творчеством. Писал подражательные стихи и прозу. Ещё в 1829 году Лермонтов в стихотворении «К Грузинову» написал о нём: «Муз прилежный обожатель». Первый сборник стихов Грузинова «Цитра или Мелкие стихотворения» появился в 1830 году. Следующие сборники стихов вышли в 1840- годы: «Мечты и звуки поэзии» (М., 1842) и «Отблески поэзии» (М., 1849). А до них появилась книга повестей «Были и повести» (М., 1840).
В 1837 году был внесён во II-ю часть дворянской родословной книги Московской губернии. В 1844—1846 годах был секретарём московского Дворянского депутатского собрания.
Умер в Москве 5 (17) апреля 1860 года.
Посмертно была издана его философско-фантастическая повесть с автобиографическими мотивами «Записки покойного Якова Васильевича Базлова» (в 2-х ч. — М., 1863), посвящённая Ю. Н. Бартеневу.
Был женат на Софье Глебовне Безобразовой. Их дети: Аркадий, Роман, Александра (1835—1862), Николай.